# Poltys jujorum
Poltys jujorum är en spindelart som beskrevs av Smith 2006. Poltys jujorum ingår i släktet Poltys och familjen hjulspindlar.
Artens utbredningsområde är Queensland. Inga underarter finns listade i Catalogue of Life.